# Lasioglossum persicum
Lasioglossum persicum är en biart som beskrevs av Cockerell 1919. Lasioglossum persicum ingår i släktet smalbin, och familjen vägbin. Inga underarter finns listade i Catalogue of Life.